# 景観の日
景観の日（けいかんのひ）とは、日本の景観法の基本理念の普及、良好な景観形成に関する国民の意識啓発を目的とした記念日である。

## 制定
2006年（平成18年）4月27日に景観法を所管する国土交通省、農林水産省、環境省において制定された。毎年6月1日。これは景観法が全面施行された2005年（平成17年）6月1日を記念した日である。
2005年（平成17年）6月1日に日比谷公会堂で開催された「日本の景観を良くする国民大会」（実行委員会会長：奥田碩）の決議において毎年6月1日を景観の日とすることを提唱するとされたことによる。

## イベント
この日の前後には日本の景観を良くする国民運動推進会議が中心となって普及啓発活動を実施している。